# Jive (azienda)
Jive è una casa editrice giapponese specializzata nella pubblicazione di riviste per ragazzi contenenti manga.

## Storia
La compagnia venne fondata il 12 maggio 2003 con l'intento di rivaleggiare con le storiche case di fumetti giapponesi (Shūeisha, Kōdansha, ecc.), la sua sede centrale si trova nel quartiere di Shinjuku, all'interno dell'area metropolitana di Tokyo, nella zona del Kantō. Nel 2004 la compagnia vendette le proprie azioni alla Poplar Publishing diventandone una sussidiaria.

## Pubblicazioni
- Comic Rush
- Kurimoto Kaoru The Comic
- Hint?

## Etichette
- CR Comics
- Jive TRPG Series
- Colorful Bunko
- Purefull Bunko